# 帕西基 (阿赫特爾卡區)
50°23′35″N 34°48′57″E / 50.39306°N 34.81583°E
帕西基（烏克蘭語：Пасіки）是位於烏克蘭東北部的村莊，隸屬蘇梅州奥赫蒂尔卡区的丘帕希夫卡市鎮。該村處於奧列什尼亞河畔，距離舊伊萬尼夫卡1公里，海拔高度105米，2001年人口15。